# Dragan Mutibarić
Dragan Mutibarić (Sombor, 10 novembre 1946) è un ex calciatore jugoslavo, di ruolo portiere.

## Carriera

### Club
Iniziò la carriera calcistica nel Vardar dove difese i pali della squadra per un totale di 15 stagioni divise in due esperienze, diventando il più grande nel suo ruolo nella storia del club. 
Dopo la prima esperienza a Skopje passò per una stagione al Schalke 04 nel quale giocò solo due partite, la stagione successiva militò nel Schwenningen. 
Finita l'avventura tedesca tornò in Jugoslavia, questa volta tra le file del FK Trepča con il quale raggiunse la finale di Coppa di Jugoslavia 1977-1978 persa contro il Rijeka. Nel 1979 tornò nel Vardar fino al 1984, anno in cui oramai trentottenne firmò con il Teteks.

### Nazionale
Il suo debutto con la nazionale jugoslava risale al 26 febbraio 1969 nella partita contro la Svezia giocata a Spalato. La sua ultima partita con la nazionale risale al 28 ottobre 1970 contro l'Unione Sovietica a Mosca.
Indossò la maglia della nazionale per un totale di dieci partite.

## Palmarès

### Club

#### Competizioni nazionali
- 2. Savezna liga: 1

Vardar: 1970-1971